# How You Sell Soul to a Soulless People Who Sold Their Soul?
Albums de Public Enemy
Fight the Power: Greatest Hits Live!
(2007) Remix of a Nation
(2007)
Singles
1. Black Is Back
Sortie : 2007
2. Amerikan Gangster
Sortie : 2007
3. Harder Than You Think
Sortie : 2007

How You Sell Soul to a Soulless People Who Sold Their Soul? est le onzième album studio de Public Enemy, sorti le 7 août 2007.
Cet album marque le vingtième anniversaire du groupe.

## Liste des titres
| No  | Titre                                                         | Contient un (des) sample(s) de                                                                               | Durée |
| --- | ------------------------------------------------------------- | --- | ----- |
| 1.  | How You Sell Soul to a Soulless People Who Sold Their Soul??? | | 2:36  |
| 2.  | Black Is Back                                                 | Think (About It) de Lyn Collins Funky President de James Brown Bring the Noise de Public Enemy               | 2:42  |
| 3.  | Harder Than You Think                                         | Jezahel de Shirley Bassey Public Enemy No. 1 de Public Enemy                                                 | 4:09  |
| 4.  | Between Hard and a Rock Place                                 | | 0:59  |
| 5.  | Sex, Drugs & Violence (featuring KRS-One)                     | Night of the Living Baseheads de Public Enemy                                                                | 3:35  |
| 6.  | Amerikan Gangster (featuring E. Infinite)                     | | 4:03  |
| 7.  | Can You Hear Me Now                                           | | 3:58  |
| 8.  | Head Wide Shut                                                | Welcome to the Terrordome de Public Enemy                                                                    | 1:31  |
| 9.  | Flavor Man                                                    | | 3:44  |
| 10. | The Enemy Battle Hymn of the Public                           | | 3:24  |
| 11. | Escapism                                                      | | 4:53  |
| 12. | Frankenstar                                                   | Sing a Simple Song de Sly and the Family Stone                                                               | 3:23  |
| 13. | Col-Leepin                                                    | The Big Beat de Billy Squier                                                                                 | 3:58  |
| 14. | Radiation of a RADIOTVMOVIE Nation                            | | 1:10  |
| 15. | See Something, Say Something                                  | I Got Love de Charles Wright & the Watts 103rd Street Rhythm Band                                            | 3:46  |
| 16. | Long and Whining Road                                         | Hey Baby (New Rising Sun) de Jimi Hendrix Bring the Noise de Public Enemy Public Enemy No. 1 de Public Enemy | 4:24  |
| 17. | Bridge of Pain                                                | Kool Is Back de Funk, Inc.                                                                                   | 3:07  |
| 18. | Eve of Destruction                                            | | 4:15  |
| 19. | How You Sell Soul (Time Is God Refrain)                       | | 2:31  |